# کوه گرمه
کوه گرمه یکی از کوه‌های شهرستان ملایر استان همدان بوده که دارای ارتفاع ۲۳۱۷ متری از سطح دریا قرار دارد. وجه‌تسمیه کوه گرمه به علت موقعیت جغرافیایی و حالت طبیعی آن است. چون این کوه در موقعیت غرب شهر ملایر قرار دارد و بنابراین از دید مردم این شهر رو به آفتاب قرار دارد، در بیشتر روزهای سال دارای تابش مستقیم خورشید بوده و برف‌های پوشاننده این ضلع کوه حتی در زمستان‌ها نیز دوام چندانی ندارند. از اینرو به این کوه لقب «گرمه» را نسبت داده‌اند. در کوهپایه های کوه گرمه منطقه ای تفریحی و توریستی وجود دارد که به بام ملایر شهرت دارد و شامل آبشار و دریاچه ی  مصنوعی ، رستوران ، رود ها و غار مصنوعی میشود.
کوهنوردی در کوه گرمه نسبتا راحت است و روزانه بسیاری از مردم به قله ی این کوه راه پیدا میکنند.
بر طبق آخرین اطلاعات، از دویست سال پیش نور‌هایی روی کوه گرمه دیده شده است که از دیرباز اهالی شهر در مناسبت های مختلف خصوصا نوروز اقدام به این سنت کهن میکنند که بی ارتباط با وجه تسمیه نام شهر ملایر نیست
```
نام این شهر را ملایر گذاشته‌اند که مشتق از دو کلمه مل به معنی کوه یا تپه و آیر یا آگر که به 
زبان لکی
 به معنی آتش است.
```